# Tanja Graf (Politikerin)

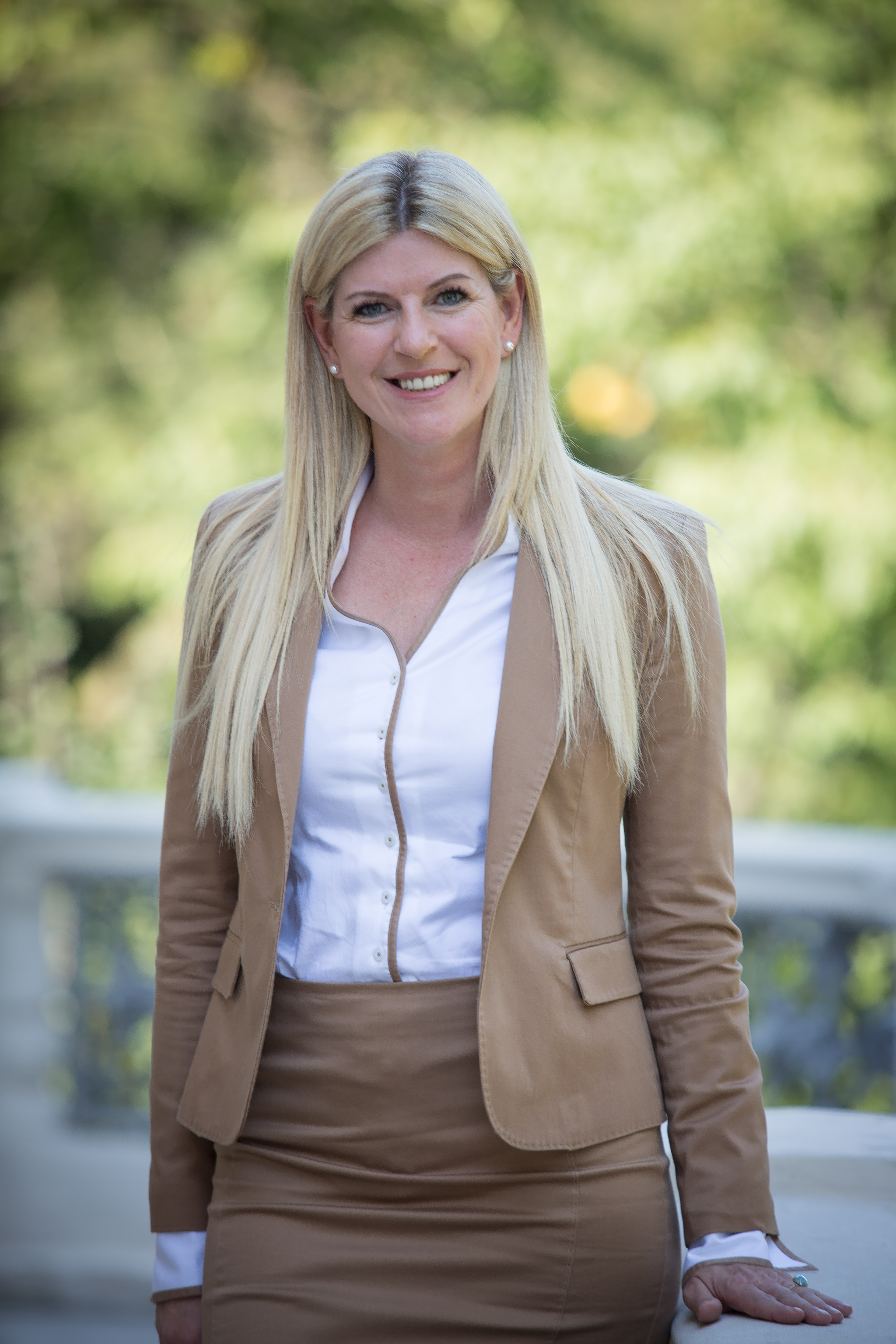
Tanja Graf (2017)

Tanja Graf (* 7. Mai 1975 in Wien) seit 2008 wohnhaft in Hallein ist eine österreichische Unternehmerin, Politikerin (ÖVP) und Abgeordnete zum Nationalrat. Seit 2017 ist Tanja Graf Landesobmann-Stellvertreterin für den Wirtschaftsbund Salzburg und kandidierte am 15. Oktober 2017 für die Nationalratswahl.

## Ausbildung und Beruf
Tanja Graf besuchte von 1981 bis 1985 die Volksschule und von 1985 bis 1989 die Hauptschule in Wien. Nach dem Polytechnischen Lehrgang von 1989 bis 1990 absolvierte sie von 1990 bis 1993 ihre Lehre zur Bürokauffrau bei der Manpower Austria GmbH.
In der Zeit von 1993 bis 2005 arbeitete Tanja Graf in unterschiedlichen Positionen für die Manpower Austria GmbH. Zunächst als Assistentin von 1993 bis 1996, dann als Key Account Managerin von 1996 bis 2000, als Auditorin von 2000 bis 2001 und zuletzt als Standortleiterin für Westösterreich von 2001 bis 2005.
Im Jahr 1998 war sie zudem externe Projektleiterin im Zuge der EU-Präsidentschaft Österreich für das Bundeskanzleramt und das Bundesministerium für auswärtige Angelegenheiten.
2005 wechselte Tanja Graf dann zur Dr. Rantasa GmbH und war dort bis 2008 als Niederlassungsleiterin für Salzburg und Wien beschäftigt.
Im Jahr 2008 gründete Tanja Graf ihr eigenes Unternehmen, 25 PersonaldienstleistungsgmbH mit Sitz in Salzburg. 25 betreut mit einem Team von Experten knapp 1.200 Mitarbeiter an sieben Standorten in Österreich und zählt mit einem Jahresumsatz von rund 34 Mio. Euro im Jahr 2016 zu einem der führenden Personaldienstleistungsunternehmen in Österreich.
Tanja Graf absolvierte 2016 die Weiterbildung „Aufsichtsratskompetenz kompakt“  sowie über die Jahre hinweg diverse Fortbildungen mit dem Schwerpunkt Arbeits- und Vertragsrecht an der Wirtschaftskammer Salzburg und im Bereich Leadership Competence an der SMBS - University of Salzburg.
Darüber hinaus ist Tanja Graf seit 2017 auch fachkundige Laienrichterin für den Kreis der Arbeitgeber, der Berufshauptgruppe 1 am Landesgericht Salzburg (Entsendung von 1. Jänner 2017 bis 31. Dezember 2021).
Im Herbst 2018 wurde sie als Vertreterin des Miteigentümers Land Salzburg in den Aufsichtsrat der Salzburg AG gewählt. Dieses Amt legte sie mit März 2021 nieder.

## Politischer Werdegang
Tanja Graf ist seit 2010 Berufszweigsprecherin der Arbeitskräfteüberlasser für die Wirtschaftskammer Salzburg. Von 2014 bis zum 31. Mai 2018 war Tanja Graf Bezirksobmann-Stellvertreterin der Stadt Salzburg für den Wirtschaftsbund Salzburg.
Weiters ist Tanja Graf seit 2015 Mitglied der Spartenkonferenz für die Sparte Gewerbe und Handwerk der Wirtschaftskammer Salzburg, Delegierte zum Wirtschaftsparlament der Wirtschaftskammer Salzburg, Fachgruppenobmann-Stellvertreterin der gewerblichen Dienstleister der Wirtschaftskammer Salzburg, Vorstandsmitglied Frau in der Wirtschaft der Wirtschaftskammer Salzburg, Delegierte zum Wirtschaftsparlament der Wirtschaftskammer Österreich, Ausschussmitglied des Fachverbands der gewerblichen Dienstleister der Wirtschaftskammer Österreich und Spartenvertreterin Gewerbe und Handwerk der Wirtschaftskammer Österreich. Von 2015 bis zum 30. Juni 2018 war Tanja Graf Redakteurin des Fachverbands der gewerblichen Dienstleister für 20 Fachgruppen der Wirtschaftskammer Österreich.
Von 2013 bis 2016 war Tanja Graf zudem Mitglied des Kontrollausschusses des Sozial- und Weiterbildungsfonds in Wien (Bestellungsdekret bis 31. Dezember 2016 durch Bundesministerium für Arbeit-, Sozial- und Konsumentenschutz) der Wirtschaftskammer Österreich.
Zudem war Tanja Graf von 2016 bis 2019 SVA-Mitglied der Kontrollversammlung des Hauptverbands der österreichischen Sozialversicherungsträger.
Tanja Graf war darüber hinaus für das Jahr 2017 Ersatzmitglied für die 4. Funktionsperiode im Verbandsvorstand des Hauptverbands der österreichischen Sozialversicherungsträger. Seit 2017 ist sie auch Landesobmann-Stellvertreterin im Salzburger Wirtschaftsbund und war bis zum 11. Mai 2018 Vorsitzende des Kontrollausschusses (Arbeitgebervertretung) des SWF - Sozial- und Weiterbildungsfonds mit Sitz in Wien.
Seit August 2017 ist Tanja Graf Präsidentin des Vereins Union Salzburg Leichtathletik (USLA).
Am 15. Oktober 2017 kandidierte Tanja Graf für die Nationalratswahl auf Platz acht der Bundesliste und auf Platz zwei der Landesliste auf der Liste Sebastian Kurz - die neue Volkspartei und vertritt diese seit November 2017 im österreichischen Nationalrat.
Von 2018 bis 2020 war Tanja Graf Bereichssprecherin der ÖVP für Sport. Seit 2020 ist sie Bereichssprecherin für Energie.
Tanja Graf ist seit 2020 Lehrlingsbotschafterin für das Bundesland Salzburg.